# Parrocchie della diocesi di Oppido Mamertina-Palmi

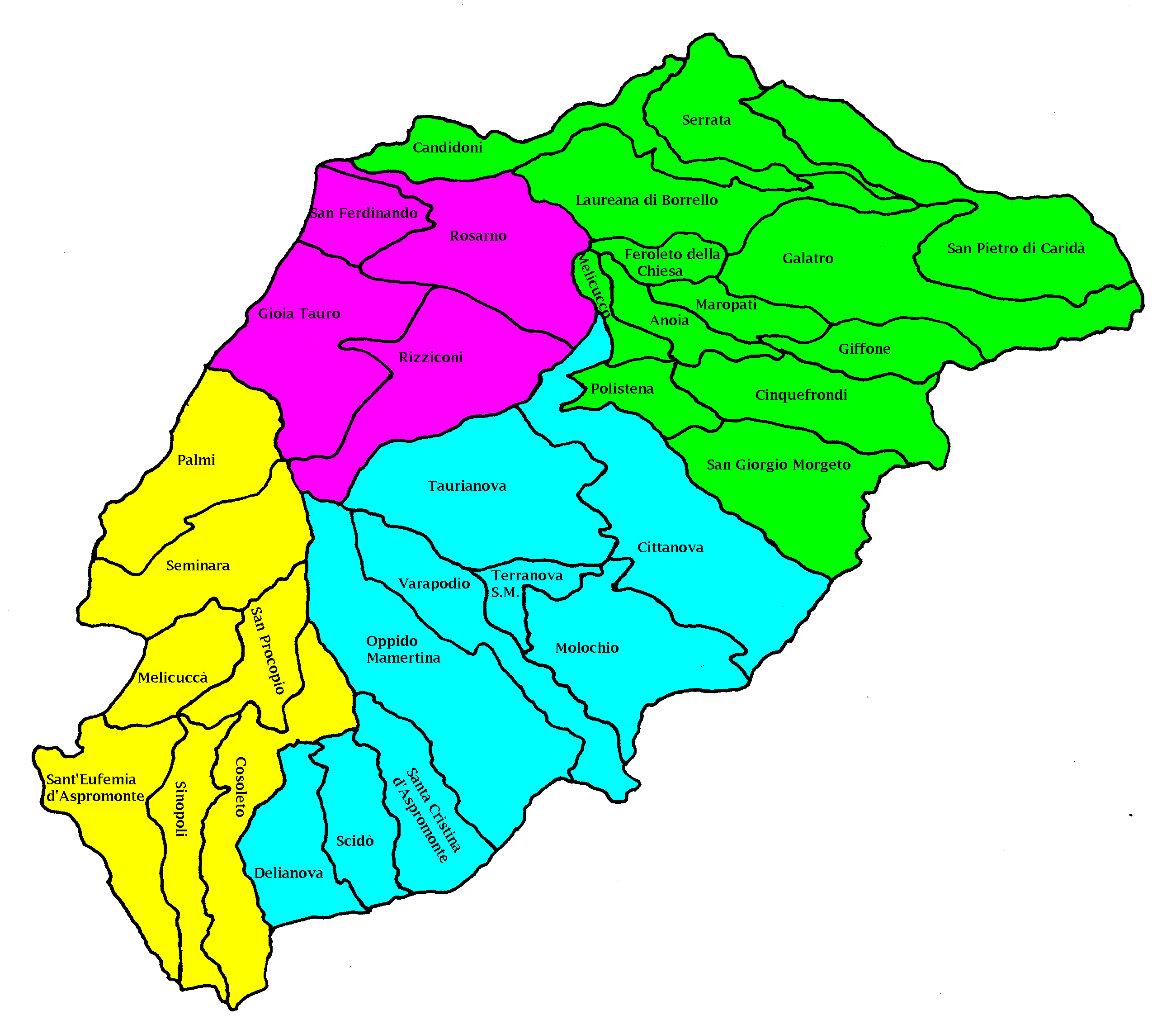
Il territorio

Le parrocchie della diocesi di Oppido Mamertina-Palmi sono 68. Il loro territorio è compreso interamente nella città metropolitana di Reggio Calabria (versante tirrenico) e corrisponde alla totalità del territorio che amministrativamente è compreso nel circondario di Palmi e geograficamente nella piana di Gioia Tauro. Il territorio è inoltre suddiviso in 4 vicariati (vedi mappa): Palmi, Oppido Mamertina-Taurianova, Polistena, Gioia Tauro-Rosarno.
I seguenti dati sono aggiornati al 20 giugno 2011:

## Vicariati
Il territorio della diocesi è suddiviso in quattro vicariati:
- Vicariato di Gioia Tauro - Rosarno, che comprende i comuni di: Gioia Tauro, Rizziconi, Rosarno, San Ferdinando;
- Vicariato di Oppido Mamertina - Taurianova, che comprende i comuni di: Oppido Mamertina, Taurianova, Cittanova, Delianuova, Molochio, Santa Cristina d'Aspromonte, Scido, Terranova Sappo Minulio, Varapodio;
- Vicariato di Palmi, che comprende i comuni di: Palmi, Cosoleto, Melicuccà, Sant'Eufemia d'Aspromonte, San Procopio, Seminara, Sinopoli;
- Vicariato di Polistena, che comprende i comuni di: Polistena, Anoia, Candidoni, Cinquefrondi, Feroleto della Chiesa, Galatro, Giffone, Laureana di Borrello, Maropati, Melicucco, San Giorgio Morgeto, San Pietro di Caridà, Serrata.

## Parrocchie
| Vicariato                   | Parrocchia                                     | Comune                      | Centro abitato                       | Popolazione | Immagine | Luoghi di culto |
| --------------------------- | ---------------------------------------------- | --------------------------- | ------------------------------------ | ----------- | -------- | --- |
| Gioia Tauro-Rosarno         | Maria Santissima di Porto Salvo                | Gioia Tauro                 | Gioia Tauro Marina                   | 5250        |          | * Chiesa di Maria Santissima di Porto Salvo * Chiesa della Sacra Famiglia |
| Gioia Tauro-Rosarno         | San Francesco di Paola                         | Gioia Tauro                 | Gioia Tauro                          | 5000        |          | * Chiesa di San Francesco da Paola |
| Gioia Tauro-Rosarno         | Sant'Ippolito martire                          | Gioia Tauro                 | Gioia Tauro                          | 7331        |          | * Chiesa di Sant'Ippolito martire * Chiesa di Maria Santissima Immacolata * Chiesa di Sant'Antonio da Padova |
| Gioia Tauro-Rosarno         | San Gaetano Catanoso                           | Gioia Tauro                 | Gioia Tauro                          | 1500        |          | Chiesa di San Gaetano Catanoso |
| Gioia Tauro-Rosarno         | Maria Santissima Addolorata                    | Rosarno                     | Rosarno                              | 7150        |          | * Chiesa di Maria Santissima Addolorata |
| Gioia Tauro-Rosarno         | San Giovanni Battista                          | Rosarno                     | Rosarno                              | 6200        |          | * Chiesa di San Giovanni Battista * Chiesa del Rosario * Chiesa dell'Immacolata |
| Gioia Tauro-Rosarno         | Sant'Antonio di Padova                         | Rosarno                     | Bosco di Rosarno                     | 1600        |          | * Chiesa di Sant'Antonio da Padova |
| Gioia Tauro-Rosarno         | Santa Teresa di Gesù Bambino                   | Rizziconi                   | Cannavà                              | 427         |          | * Chiesa di Santa Teresa di Gesù Bambino |
| Gioia Tauro-Rosarno         | San Martino vescovo                            | Rizziconi                   | Drosi                                | 3253        |          | * Chiesa di San Martino vescovo * Chiesa dell'Immacolata Concezione * Chiesa di San Rocco |
| Gioia Tauro-Rosarno         | San Teodoro martire                            | Rizziconi                   | Rizziconi                            | 4239        |          | * Chiesa di San Teodoro martire * Chiesa dell'Immacolata * Chiesa di Maria Santissima del Rosario * Chiesa di Sant'Ubaldo e Sant'Antonio da Padova * Chiesa di Sant'Antonio da Padova                                                                      |
| Gioia Tauro-Rosarno         | San Ferdinando                                 | San Ferdinando              | San Ferdinando                       | 4500        |          | * Chiesa di San Ferdinando * Chiesa del Perdono * Chiesa della Madonna del Carmine * Chiesa della Madonna Immacolata |
| Gioia Tauro-Rosarno         | San Giuseppe                                   | San Ferdinando              | San Ferdinando                       | 400         |          | * Chiesa di San Giuseppe |
| Oppido Mamertina-Taurianova | Santa Maria Assunta                            | Oppido Mamertina            | Castellace                           | 700         |          | * Chiesa di Santa Maria Assunta * Chiesa di San Francesco |
| Oppido Mamertina-Taurianova | San Nicola di Mira                             | Oppido Mamertina            | Messignadi                           | 1200        |          | * Chiesa di San Nicola di Mira |
| Oppido Mamertina-Taurianova | Santa Maria Vergine Addolorata                 | Oppido Mamertina            | Oppido Mamertina                     | 1200        |          | * Chiesa di Santa Maria Vergine Addolorata |
| Oppido Mamertina-Taurianova | San Nicola                                     | Oppido Mamertina            | Oppido Mamertina                     | 1800        |          | * Chiesa di San Nicola * Chiesa di Maria Santissima Annunziata * Chiesa di San Giuseppe * Chiesa di San Nicola extra moenia |
| Oppido Mamertina-Taurianova | Divina Pastora                                 | Oppido Mamertina            | Piminoro                             | 500         |          | * Chiesa della Divina Pastora |
| Oppido Mamertina-Taurianova | Santa Caterina V. e M. e San Leone Magno       | Oppido Mamertina            | Tresilico                            | 700         |          | * Chiesa di Santa Caterina vergine e martire * Chiesa di San Leone magno |
| Oppido Mamertina-Taurianova | San Pio X                                      | Taurianova                  | Amato di Taurianova                  | 1050        |          | * Chiesa di San Pio X |
| Oppido Mamertina-Taurianova | Maria Santissima della Colomba                 | Taurianova                  | San Martino di Taurianova            | 2500        |          | * Chiesa di Maria Santissima della Colomba |
| Oppido Mamertina-Taurianova | Maria Santissima delle Grazie                  | Taurianova                  | Taurianova                           | 3500        |          | * Chiesa del Rosario * Chiesa di Maria Santissima delle Grazie * Chiesa dell'Immacolata |
| Oppido Mamertina-Taurianova | San Giuseppe                                   | Taurianova                  | Taurianova                           | 4300        |          | * Chiesa di San Giuseppe |
| Oppido Mamertina-Taurianova | Santi Apostoli Pietro e Paolo                  | Taurianova                  | Taurianova                           | 5000        |          | * Chiesa dell'Immacolata * Chiesa di Santa Lucia * Chiesa dei Santi Apostoli Pietro e Paolo |
| Oppido Mamertina-Taurianova | Maria Santissima del Rosario                   | Cittanova                   | Cittanova                            | 5000        |          | * Santuario di Maria Santissima del Rosario |
| Oppido Mamertina-Taurianova | San Girolamo                                   | Cittanova                   | Cittanova                            | 5000        |          | * Chiesa di Santa Maria della Catena * Chiesa di San Rocco * Chiesa di San Giuseppe * Chiesa di San Girolamo * Chiesa della Sacra Famiglia |
| Oppido Mamertina-Taurianova | Maria Santissima Assunta                       | Delianuova                  | Delianuova                           | 1800        |          | * Chiesa di Maria Santissima Assunta |
| Oppido Mamertina-Taurianova | San Nicola vescovo                             | Delianuova                  | Delianuova                           | 1600        |          | * Chiesa di San Nicola vescovo * Chiesa di Sant'Elia |
| Oppido Mamertina-Taurianova | Santa Maria de Merula                          | Molochio                    | Molochio                             | 3000        |          | * Chiesa di San Vito * Chiesa dell'Immacolata * Chiesa di Maria Santissima Assunta * Chiesa di Santa Maria de Merula * Chiesa di San Giuseppe |
| Oppido Mamertina-Taurianova | Santi Nicola e Fantino                         | Santa Cristina d'Aspromonte | Santa Cristina d'Aspromonte Lubrichi | 1223        |          | * Chiesa di San Nicola * Chiesa di Maria Santissima Assunta * Chiesa di San Fantino |
| Oppido Mamertina-Taurianova | Santi Biagio e Nicola                          | Scido                       | Scido                                | 1254        |          | * Vecchia chiesa di San Leone magno * Nuova chiesa di San Leone magno * Chiesa di San Biagio |
| Oppido Mamertina-Taurianova | Maria Santissima Assunta e Sant'Elia           | Terranova Sappo Minulio     | Terranova Sappo Minulio              | 576         |          | * Chiesa di Maria Santissima Assunta * Chiesa del Santissimo Crocifisso * Chiesa di Sant'Elia |
| Oppido Mamertina-Taurianova | San Nicola                                     | Varapodio                   | Varapodio                            | 1200        |          | * Chiesa di San Nicola |
| Oppido Mamertina-Taurianova | Santo Stefano                                  | Varapodio                   | Varapodio                            | 1700        |          | * Chiesa di Santo Stefano * Chiesa di Maria Santissima del Carmelo |
| Palmi                       | Maria Santissima del Rosario                   | Palmi                       | Palmi                                | 5100        |          | * Chiesa di Maria Santissima del Rosario |
| Palmi                       | Maria Santissima del Soccorso                  | Palmi                       | Palmi                                | 3200        |          | * Chiesa di Maria Santissima del Soccorso * Chiesa del Santissimo Crocifisso * Chiesa di San Giuseppe * Chiesa dell'Adorazione |
| Palmi                       | San Nicola vescovo                             | Palmi                       | Palmi                                | 2500        |          | * Concattedrale di San Nicola * Chiesa di Maria Santissima Immacolata e San Rocco * Santuario di Maria Santissima del Carmelo |
| Palmi                       | Santa Famiglia                                 | Palmi                       | Palmi                                | 6200        |          | * Chiesa della Santa Famiglia * Chiesa di Sant'Elia |
| Palmi                       | San Fantino                                    | Palmi                       | Taureana di Palmi                    | 1500        |          | * Chiesa di San Fantino * Cripta di San Fantino * Chiesa di Maria Santissima Assunta * Chiesa di San Marco |
| Palmi                       | Santa Domenica                                 | Cosoleto                    | Sitizano                             | 460         |          | * Chiesa di Santa Domenica |
| Palmi                       | Santa Maria delle Grazie                       | Cosoleto                    | Cosoleto                             | 800         |          | * Nuova chiesa di Santa Maria delle Grazie * Vecchia chiesa di Santa Maria delle Grazie * Santuario di San Rocco |
| Palmi                       | San Giovanni Battista                          | Melicuccà                   | Melicuccà                            | 1320        |          | * Chiesa di San Giovanni battista * Chiesa del Rito * Chiesa di Maria Santissima delle Grazie * Chiesa di Maria Santissima del Rosario * Chiesa di San Giuseppe * Chiesa di Sant'Antonio da Padova * Chiesa di San Rocco * Grotta di Sant'Elia lo speleota |
| Palmi                       | San Procopio                                   | San Procopio                | San Procopio                         | 700         |          | * Chiesa di San Procopio * Chiesa di Maria Santissima degli Afflitti * Chiesa di Maria Santissima del Rosario |
| Palmi                       | Maria Santissima delle Grazie                  | Sant'Eufemia d'Aspromonte   | Sant'Eufemia d'Aspromonte            | 1000        |          | * Chiesa di Maria Santissima delle Grazie * Chiesa di San Giuseppe * Chiesa del Purgatorio |
| Palmi                       | Sant'Eufemia V. e M.                           | Sant'Eufemia d'Aspromonte   | Sant'Eufemia d'Aspromonte            | 4200        |          | * Chiesa di Sant'Eufemia vergine e martire * Chiesa di Maria Santissima del Carmine |
| Palmi                       | Immacolata Concezione                          | Seminara                    | Seminara                             | 3100        |          | * Basilica santuario di Maria Santissima dei Poveri * Chiesa di San Michele * Chiesa di Sant'Antonio dei Pignatari * Chiesa di San Marco evangelista |
| Palmi                       | Maria Santissima Addolorata                    | Seminara                    | Barritteri                           | 1200        |          | * Chiesa di Maria Santissima Addolorata * Chiesa di San Giuseppe |
| Palmi                       | Sant'Anna                                      | Seminara                    | Sant'Anna di Seminara                | 450         |          | * Chiesa di Sant'Anna * Chiesa di San Luigi |
| Palmi                       | Santa Maria delle Grazie                       | Sinopoli                    | Sinopoli                             | 2440        |          | * Chiesa di Santa Maria delle Grazie * Chiesa di Maria Santissima Addolorata * Chiesa di San Giorgio |
| Polistena                   | Maria Santissima del Rosario                   | Polistena                   | Polistena                            | 3800        |          | * Chiesa di Maria Santissima del Rosario * Chiesa di San Francesco da Paola |
| Polistena                   | Maria Santissima Immacolata                    | Polistena                   | Polistena                            | 4010        |          | * Chiesa dell'Immacolata Concezione |
| Polistena                   | Santa Marina V. e M.                           | Polistena                   | Polistena                            | 4500        |          | * Chiesa di Santa Marina * Chiesa della Madonna della Catena * Santuario di Maria Santissima dell'Itria |
| Polistena                   | San Nicola vescovo                             | Anoia                       | Anoia Inferiore                      | 1500        |          | * Nuova chiesa di San Nicola * Vecchia chiesa di San Nicola |
| Polistena                   | San Sebastiano                                 | Anoia                       | Anoia Superiore                      | 1500        |          | * Chiesa di San Sebastiano * Chiesa di Maria Santissima Assunta |
| Polistena                   | San Nicola vescovo                             | Candidoni                   | Candidoni                            | 580         |          | * Chiesa di San Nicola vescovo |
| Polistena                   | San Michele Arcangelo                          | Cinquefrondi                | Cinquefrondi                         | 6000        |          | * Chiesa di San Michele arcangelo * Chiesa di Maria Santissima del Carmine * Chiesa di Maria Santissima del Rosario * Chiesa di San Francesco da Paola |
| Polistena                   | Santi Nicola e Biagio                          | Feroleto della Chiesa       | Feroleto della Chiesa                | 2100        |          | * Chiesa di San Nicola * Chiesa di San Biagio |
| Polistena                   | San Nicola e Maria Santissima della Montagna   | Galatro                     | Galatro                              | 3000        |          | * Chiesa di San Nicola * Chiesa di Maria Santissima del Carmine * Chiesa di Maria Santissima della Montagna |
| Polistena                   | Maria Santissima del Soccorso                  | Giffone                     | Giffone                              | 2450        |          | * Chiesa di Maria Santissima del Soccorso * Chiesa di San Bartolomeo |
| Polistena                   | Maria Santissima Annunziata                    | Laureana di Borrello        | Bellantone                           | 3000        |          | * Chiesa di Maria Santissima Annunziata |
| Polistena                   | Sant'Elia profeta                              | Laureana di Borrello        | Stelletanone                         | 1032        |          | * Chiesa di Sant'Elia profeta * Chiesa di San Rocco * Chiesa di Santa Maria |
| Polistena                   | Santa Maria degli Angeli                       | Laureana di Borrello        | Laureana di Borrello                 | 3200        |          | * Chiesa di Santa Maria degli Angeli * Chiesa di San Pietro e Paolo * Chiesa di Sant'Antonio * Chiesa di Maria Santissima del Carmine * Chiesa di San Francesco da Paola                                                                                   |
| Polistena                   | Santi Giorgio e Atenogene                      | Maropati                    | Maropati                             | 1400        |          | * Chiesa di Santa Lucia * Chiesa di Sant'Atenogene * Chiesa di San Giorgio |
| Polistena                   | San Nicola vescovo                             | Melicucco                   | Melicucco                            | 5050        |          | * Chiesa di San Nicola * Chiesa dell'Immacolata * Chiesa del calvario |
| Polistena                   | Maria Santissima Assunta                       | San Giorgio Morgeto         | San Giorgio Morgeto                  | 4010        |          | * Chiesa di Sant'Antonio * Chiesa della Melia * Chiesa dell'Annunziata * Chiesa di Maria Santissima Assunta |
| Polistena                   | Maria Santissima Assunta e San Pietro Apostolo | San Pietro di Caridà        | San Pietro di Caridà                 | 1700        |          | * Chiesa di San Nicola * Chiesa di San Pietro apostolo * Chiesa di Maria Santissima del Carmine * Chiesa di Maria Santissima Assunta |
| Polistena                   | San Pantaleone Martire                         | Serrata                     | Serrata                              | 950         |          | * Chiesa di San Pantaleone martire |